# 4月4日
4月4日是公历年中的第94天（闰年的第95天），离全年结束还有271天。

## 大事记

### 20世紀以前
- 1081年：在推翻尼基弗魯斯三世後，東羅馬帝國將領阿歷克塞一世加冕成為新任皇帝。
- 1581年：英国女王伊莉莎白一世赐予完成环球航海的法兰西斯·德瑞克皇家爵士头衔。
- 1721年：英国国王乔治一世任命罗伯特·沃波尔为下议院领袖等职务，被视为是第一任英国首相。
- 1814年：法国皇帝拿破仑一世因为第六次反法同盟联军攻陷巴黎而首次退位，其子拿破仑二世继位。
- 1841年：美國總統威廉·亨利·哈里森在就職一個月後逝世，引發總統繼任問題的憲政危機。
- 1859年：布萊恩特雜耍團（英语：Bryant's Minstrels）在紐約市首演了吟游詩歌《狄克西》，作為他們黑臉扮裝表演的一部分。

### 20世紀
- 1939年：費薩爾二世加冕为伊拉克国王。
- 1947年：《國際民用航空公約》生效
- 1949年：美国、加拿大和十个欧洲国家签署《北大西洋公约》，建立北大西洋公约组织。
- 1960年：在與法國政府簽署權力移交協定後，隸屬馬利聯邦的塞內加爾宣布正式獨立。
- 1968年：美国民权运动领袖马丁·路德·金恩在田纳西州孟菲斯旅馆内遭遇刺杀身亡。
- 1968年：阿波罗计划：NASA發射阿波羅6號。
- 1973年：美国纽约市的世界贸易中心举行正式启用的剪彩仪式，成为当时世界上最高的摩天大楼。
- 1973年：日本最高裁判所宣告刑法殺害尊親屬罪加重刑罰之規定違反日本憲法，為最高裁判所首次動用違憲審查權宣告現行法律違憲失效。
- 1975年：美国微软公司創立。
- 1976年：柬埔寨西哈努克親王辞职，后被逮捕。
- 1979年：港穗直通車在中斷三十年後恢復通車。
- 1990年：第七屆全國人民代表大會第三次會議通過《中華人民共和國香港特別行政區基本法》。
- 1994年：美国网景通讯公司成立。

### 21世紀
- 2005年：2005年台灣團結聯盟參拜靖國神社事件。
- 2020年：中华人民共和国举行全国性哀悼活动，以紀念對抗COVID-19。
- 2023年：芬蘭正式加入北大西洋公約組織，成為該組織第31個成員國。
- 2025年：韓國憲法法院通過對尹錫悅的彈劾判決，是該國第二位被彈劾下台的總統。

## 出生
- 188年：卡拉卡拉，羅馬帝國皇帝。（217年逝世）
- 1792年：撒迪厄斯·史蒂文斯，美國政治人物，曾任聯邦眾議員。（1868年逝世）
- 1819年：瑪麗亞二世，葡萄牙女王。（1853年逝世）
- 1829年：井上源三郎，日本幕末武士，新選組第六隊隊長。（1868年逝世）
- 1842年：爱德华·卢卡斯，法國數學家。（1891年逝世）
- 1876年：黃仲訓，華裔法國商人。（1953年逝世）
- 1882年：庫爾特·馮·施萊謝爾，德國將軍，第23任德國總理。（1934年逝世）
- 1884年：山本五十六，二次世界大戰期間日本海軍軍官。（1943年逝世）
- 1897年：狄娜·曼佛瑞迪尼，義大利裔美國超級人瑞。（2012年逝世）
- 1909年：郭永懷，中國空氣動力學家。（1968年逝世）
- 1910年：巴泰勒米·波岡達，中非共和國民族主義政治家、獨立運動領袖。（1959年逝世）
- 1914年：玛格丽特·杜拉斯，法国作家。（1996年逝世）
- 1919年：許歷農，中華民國陸軍上將。（2025年逝世）
- 1922年：埃尔默·伯恩斯坦，美國作曲家。（2004年逝世）
- 1924年：喬伊·伊芙琳·哈梅爾，美國漫畫作家，第一位為《神力女超人》撰寫故事的女性。（2021年逝世）
- 1928年：馬婭·安傑盧，美國作家（2014年逝世）
- 1931年：凱薩琳·蒂澤德，紐西蘭總督，是紐西蘭歷史上首位女性總督（2021年逝世）
- 1938年：呂明華，香港企業家。
- 1941年：曾永義，台灣戲曲、俗文學、詩歌、民俗藝術學者。（2022年逝世）
- 1948年：阿卜杜拉·奧賈蘭，庫德斯坦工人黨的主要創始人之一。
- 1949年：帕爾汶·巴比，印度演員。（2005年逝世）
- 1949年：丘成桐，華裔美籍數學家。
- 1951年：洪森，柬埔寨政治家。
- 1953年：凱茜·詹寧斯，美國律師、政治人物。
- 1956年：威廉·約瑟夫·伯恩斯，美國政治人物，現任中央情報局局長。
- 1957年：桑野信義，日本搞笑藝人、小喇叭演奏家。
- 1957年：華金·古茲曼·洛埃拉，墨西哥錫納羅亞販毒集團毒梟。
- 1960年：劉偉強，香港電影導演。
- 1960年：雨果·威明，澳大利亞演員、配音員。
- 1961年：松井菜櫻子，日本女性聲優。
- 1964年：古川聰，日本太空人。
- 1965年：小勞勃·道尼，美國男演員、歌手。
- 1969年：莫·考恩，美國政治人物，曾任麻薩諸塞州聯邦參議員。
- 1969年：傑羅姆·薩洛蒙，法國傳染病醫生、高級公務員，現任法國衛生部總司長。
- 1970年：林依輪，中國歌手。
- 1970年：馬克·基希納，德國男子冬季兩項運動員。
- 1977年：李涵菲，臺灣女性配音員。
- 1978年：楊宗緯，台灣歌手。
- 1979年：希斯·萊傑，澳大利亞男演員。（2008年逝世）
- 1979年：陳喬恩，台灣女藝人。
- 1979年：娜塔莎·雷昂，美國女演員、導演、編劇、製片人。
- 1980年：陳家珮，香港政治家。
- 1980年：孔曉振，韓國女演員。
- 1981年：柳俊江，香港電視新聞記者、媒體人、環保工作人士、動物保護人士、香港電影工作者，人稱「柳爺」。（2024年逝世）
- 1981年：夏達，中國女性漫畫家。
- 1981年：保罗·科德雷亚，罗马尼亚足球运动員。
- 1982年：何景揚，台灣樂團蘇打綠吉他手兼團長。
- 1984年：魯迪·費爾南德斯，西班牙職業籃球運動員。
- 1986年：簡宏霖，台灣男子組合4ever成員。
- 1986年：銀赫，韓國男子偶像團體Super Junior成員。
- 1986年：莫里斯·馬尼菲卡，法國男子越野滑雪運動員。
- 1987年：朱璇，香港女藝人。
- 1987年：薩美·基迪拉，德國足球運動員。
- 1988年：珍妮佛·凱汀·羅賓遜，美國導演、製片人、作家。
- 1989年：杜瀚滔，香港足球運動員。
- 1989年：娜塔莉亞·佩雷拉，巴西女子排球運動員。
- 1990年：張行，台灣男藝人。
- 1990年：寧楊蘭玉，越南女演員。
- 1991年：小池唯，日本女演員、寫真偶像。
- 1992年：黃妍，香港女歌手。
- 1993年：海來阿木，中國男歌手。
- 1994年：菅谷梨沙子，日本女演員、寫真偶像、聲優。
- 1994年：Ayase，日本音樂家、組合YOASOBI歌曲創作者。
- 1994年：西川俊介，日本男演員。
- 1994年：貝內迪克特·杜達，德國男子乒乓球運動員。
- 1995年：胡釋安，台灣男演員。
- 1996年：土屋神葉，日本男性聲優、演員。
- 1997年：冨樫凌央，日本職業足球運動員。
- 1997年：祉呼，韓國女子偶像團體Oh My Girl成員。
- 1999年：西野未姬，日本女子偶像團體AKB48成員
- 1999年：中村舞，日本女子偶像團體STU48成員。[1]
- 2000年：戶鄉翔征，日本職業棒球運動員
- 2001年：山口真子，日本女子偶像團體NiziU隊長。
- 生年不詳：松本洋子，日本漫畫家

## 逝世
- 1588年：弗雷德里克二世，丹麥國王和挪威國王。（1534年出生）
- 1817年：安德烈·馬塞納，法國元帥。（1758年出生）
- 1841年：威廉·亨利·哈里森，美國政治人物，第9任美國總統。（1773年出生）
- 1919年：威廉·克魯克斯，英國物理學家、化學家。（1832年出生）
- 1923年：約翰·維恩，英國數學家、邏輯學家、哲學家。（1834年出生）
- 1927年：毕庶澄，中國政治人物，曾任胶东镇守使。（1894年出生）
- 1929年：卡爾·賓士，德国機械工程師、企業家，賓士車廠创始人。（1844年出生）
- 1932年：威廉·奥斯特瓦爾德，德國物理化學家，1909年諾貝爾化學獎得主。（1853年出生）
- 1947年：張七郎，台灣醫師，二二八事件受難者。（1888年出生）
- 1967年：蓋伊·張伯倫，美國職業美式足球運動員、教練。（1894年出生）
- 1968年：馬丁·路德·金恩，美國牧師、社會運動者、人權主義者、非裔美國人民權運動領袖，1964年諾貝爾和平獎得主。（1929年出生）
- 1973年：徐來，中國女演員。（1909年出生）
- 1975年：张志新，中国共产党黨员。（1930年出生）
- 1976年：哈里·奈奎斯特，瑞典裔美國物理學家。（1889年出生）
- 1979年：佐勒菲卡尔·阿里·布托，巴基斯坦政治人物，第4任巴基斯坦總統。（1928年出生）
- 1982年：戴運軌，中華民國物理學家、教育家。（1897年出生）
- 1992年：塞繆爾·雷謝夫斯基，波蘭裔美國西洋棋棋手。（1911年出生）
- 2004年：安尼魯·康特，獅子山醫師。（1942年出生）
- 2010年：王江民，中国杀毒软件市场启蒙的第一人。（1951年出生）
- 2010年：佐藤史生，日本漫畫家，後24年組之一。（1952年出生）
- 2013年：羅傑·埃伯特，美國影評人、劇本作家。（1942年出生）
- 2013年：山口昇，日本男性轻小说作家，代表作有《零之使魔》等。（1972年出生）
- 2015年：許瑜，前香港教育署署長。（1925年出生）
- 2017年：高燦興，台灣雕塑家。（1945年出生）
- 2021年：謝麗爾·基蘭，英國政治人物。（1952年出生）
- 2023年：崔乃夫，中國官員。（1928年出生）
- 2025年：弗里德里克·奧拉夫松，冰島西洋棋特級大師。（1935年出生）

## 节假日和习俗
- 世界流浪動物日[2][3]
- 中華民國：（包括大陆时期和现今台灣）：兒童節
- 香港：兒童節，一個為紀念保障兒童權利、反對虐待兒童或毒害兒童的節日。
- 中华人民共和国、 香港、 澳門、 中華民國：清明節
- 中華民國（臺灣）：台灣貓節[4]
- 塞内加尔：獨立日